# Allvelo
Allmänna Velocipedförsäljnings AB war ein schwedisches Unternehmen.

## Unternehmensgeschichte
Das Unternehmen aus Landskrona wurde 1890 zum Import von Fahrrädern gegründet. 1903 oder 1904 begann die Produktion von Automobilen. Der Markenname lautete Allvelo oder All-Velo. 1906 oder 1907 endete die Produktion nach etwa 50 hergestellten Exemplaren. Das Unternehmen verkaufte noch bis 1916 Fahrräder.

## Fahrzeuge
Das Unternehmen fertigte nach einer Lizenz der Waltham Manufacturing Company dessen Modell Orient Buckboard und vertrieb es als Allvelo Orient. Für den Antrieb sorgte ein luftgekühlter Einzylindermotor und Reibradantrieb. Die Bremse wirkte lediglich auf das rechte Hinterrad. Ein anderes Modell, Allvelo Orel genannt, entsprach dem französischen Orel. 1907 entstand ein selbst entwickelter Prototyp, der allerdings nicht mehr in Produktion ging.